# Blauwbrug
Die Blauwbrug (deutsch Blaubrücke) ist eine Brücke über den Fluss Amstel in Amsterdam. Sie verbindet die aus westlicher Richtung kommende Amstelstraat mit dem Waterlooplein. Die bereits dritte Brücke an dieser Stelle verdankt ihren Namen einem Vorgängerbau, dessen Holzteile mit blauer Farbe lackiert waren.

## Geschichte
Das Bauwerk wurde von den niederländischen Architekten Bastiaan de Greef und Willem Springer im Stil des Eklektizismus entworfen. Vorbild waren die aufwendig gestalteten Seinebrücken in Paris. Die damaligen Stadtarchitekten planten diese und die zeitgleich errichtete Brücke Hogesluis im Auftrag des städtischen Planungsbüro Publieke Werken anlässlich der 1883 stattfindenden Internationalen Kolonialen Ausstellung. Die Hälfte der Baukosten der Blauwbrug wurden von der Amsterdamer Omnibus-Gesellschaft übernommen.
Im Jiddischen heißt die Brücke Bloubrik. Das Bauwerk, das zum damaligen Judenviertel um den Waterlooplein führt, kommt in einigen jüdischen Sprichwörtern vor.
Die Laternen sind mit der österreichischen Kaiserkrone geschmückt.
Während der Thronübergabe an Königin Beatrix am 30. April 1980 kam es auf der Brücke zu Straßenkämpfen zwischen Demonstranten und der Mobilen Einheit der niederländischen Polizei. Auf diesem Ereignis basiert der 1983 erschienene Roman Die Schlacht um die Blaubrücke (niederl. De slag om de Blauwbrug) von Adrianus Franciscus Theodorus van der Heijden.

## Bildergalerie

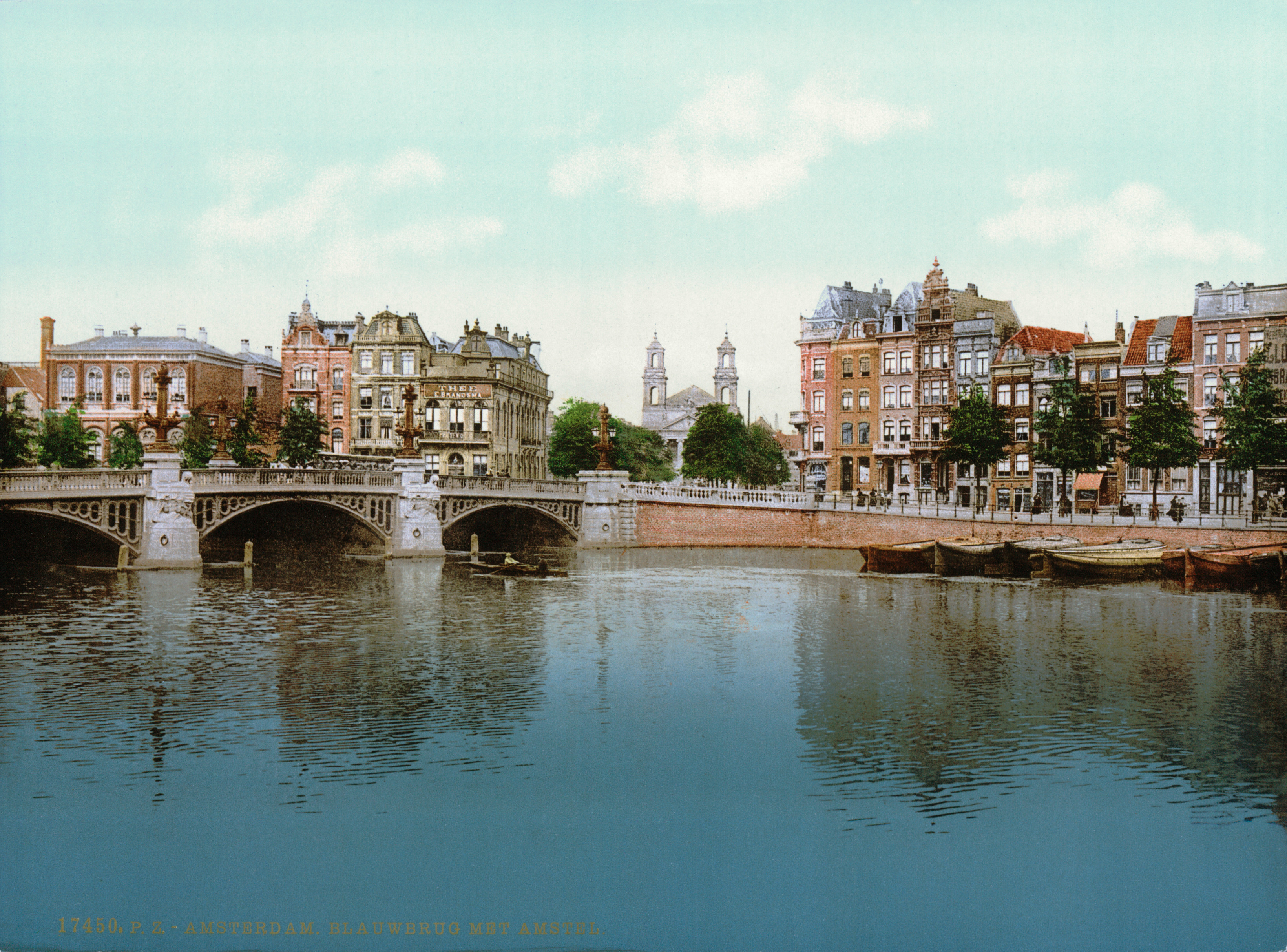
Blaubrug und Amstel, Fotografie (um 1895)
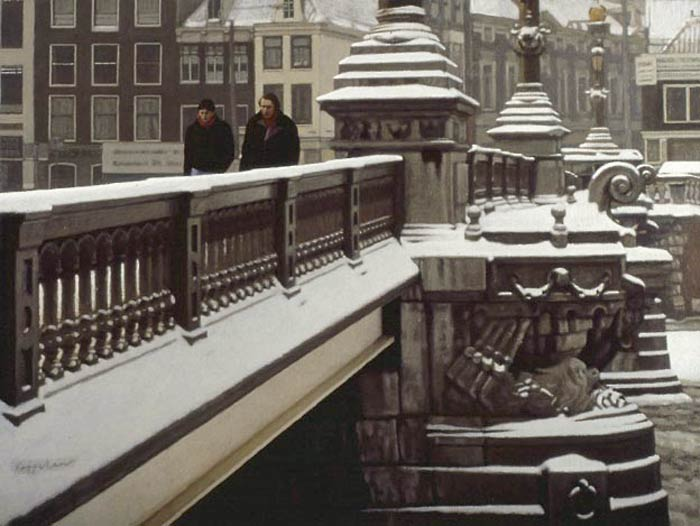
Blouwbrug im Schnee, Gemälde (1991) von Frans Koppelaar
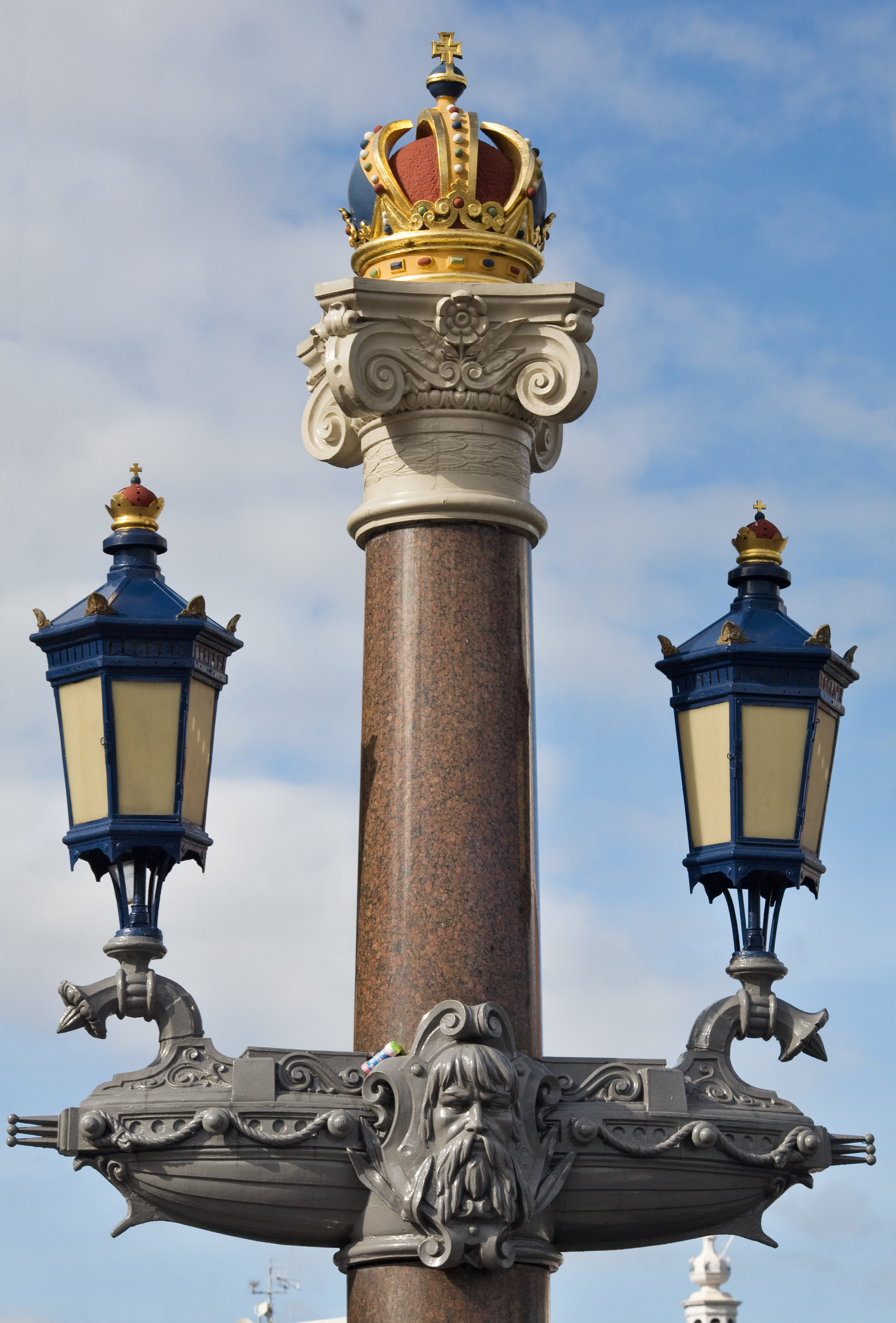
Laterne auf der Blauwbrug
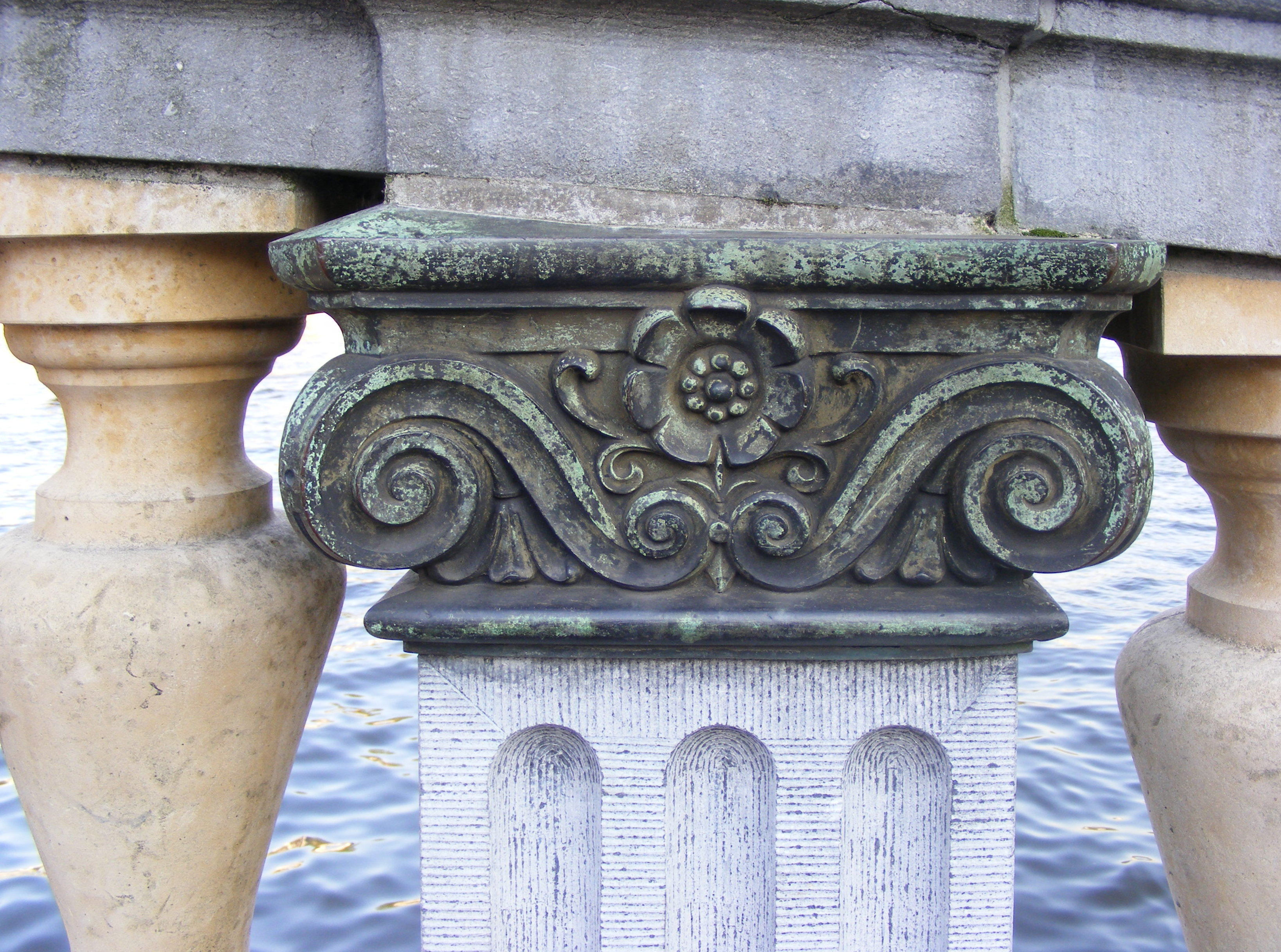
Detail des Brückengeländers
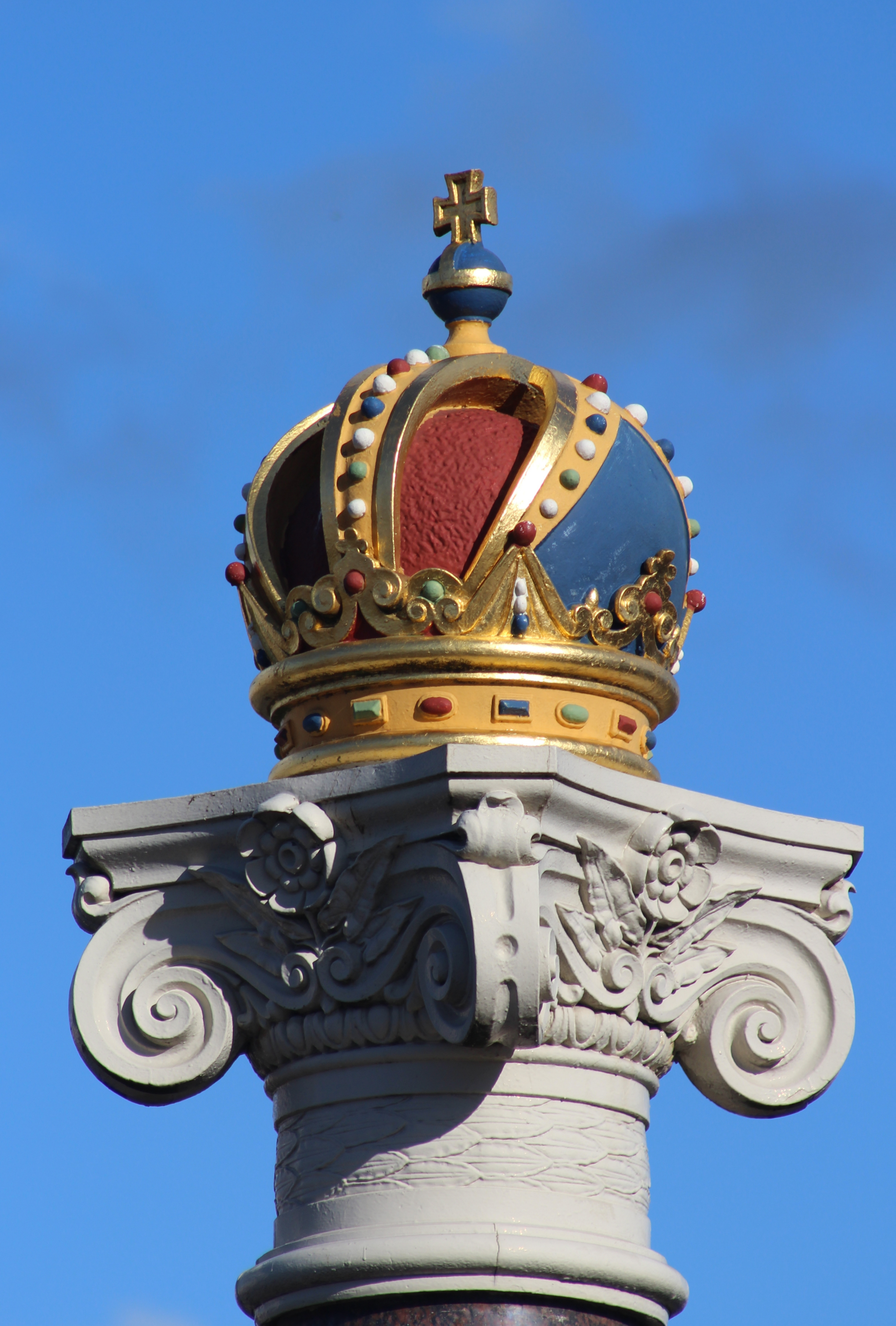
Detail der Krone